# Shameka Christon
Shameka Delynn Christon (ur. 15 lutego 1982 w Hot Springs) – amerykańska koszykarka, grająca na pozycji niskiej skrzydłowej.
Jako zawodniczka szkoły średniej zdobyła dwukrotnie mistrzostwo stanu Arkansas oraz tytuł MVP turnieju. Została też wybrana najlepszą zawodniczką stanu (Gatorade Player of the Year).

## Osiągnięcia
Stan na 4 grudnia 2018, na podstawie, o ile nie zaznaczono inaczej.
NCAA
- Uczestniczka rozgrywek II rundy turnieju NCAA (2001–2003)
- Koszykarka Roku Konferencji Southeastern (SEC – 2004)
- Zaliczona do:
  - I składu:
    - SEC (2004)
    - turnieju SEC (2003)
    - najlepszych pierwszorocznych zawodniczek SEC (2001)

  - II składu SEC (2003)
  - III składu All-American (2004 przez Associated Press)
- Liderka strzelczyń SEC (2004)

WNBA
- Uczestniczka meczu gwiazd WNBA (2009)

Drużynowe
- Uczestniczka rozgrywek
  - Euroligi (2008–2011, 2013/2014)
  - EuroCup (2007/2008)

Indywidualne
(* – nagrody przyznane przez portal eurobasket.com)
- MVP ligi izraelskiej (2005)
- Najlepsza niska skrzydłowa ligi izraelskiej (2005)
- Zaliczona do*:
  - I składu najlepszych zawodniczek zagranicznych ligi rosyjskiej (2009)
  - składu honorable mention hiszpańskiej ligi LFB (2008)

Reprezentacja
- Brązowa medalistka mistrzostw świata U–19 (2001)